# Krty-Hradec
Pour les articles homonymes, voir Hradec.
Krty-Hradec (jusqu'en 1997 : Krty ; en allemand : Krt, de 1939 à 1945 : Mullheid) est une commune du district de Strakonice, dans la région de Bohême-du-Sud, en République tchèque. Sa population s'élevait à 141 habitants en 2020.

## Géographie
Krty-Hradec se trouve à 6 km au nord-ouest du centre de Strakonice, à 58 km au nord-ouest de České Budějovice et à 98 km au sud-ouest de Prague.
La commune est limitée par Mnichov au nord-ouest, par Třebohostice au nord, par Únice et Droužetice à l'est, par Strakonice au sud et par Katovice au sud-ouest.

## Histoire
La première mention écrite du village date de 1227.